# ایوان وارفولیف
ایوان وارفولیف (اوکراینی: Іван Олександрович Варфоломєєв؛ زادهٔ ۲۴ مارس ۲۰۰۴) بازیکن فوتبال اهل اوکراین است.
وی همچنین در تیم ملی فوتبال Ukraine U16 بازی کرده‌است.